# 女性秘匿捜査官・原麻希シリーズ
『女性秘匿捜査官・原麻希シリーズ』（じょせいひとくそうさかん はらまきシリーズ）は、吉川英梨による日本の推理小説のシリーズ。
2008年『私の結婚に関する予言38』が第3回日本ラブストーリー大賞エンタテインメント特別賞受賞作に選ばれデビューした著者の、初のシリーズモノとなる作品。
2012年7月に瀬戸朝香主演で『金曜プレステージ』にてドラマ化された。
警視庁捜査一課→警視庁鑑識課→警視庁捜査一課13係係長→女性犯罪捜査班という経歴の2人の子持ちの警察官である原麻希が、女性秘匿捜査官として事件に挑むミステリー小説である。

## 主な登場人物
原麻希
警視庁捜査一課→警視庁鑑識課→警視庁捜査一課13係係長。2人の子供を持つ母親でフルネームで「ハラマキ」と呼ばれることを嫌う。長男は夫の連れ子で、長女は夫との間の子である。これまでは巡査部長だったが『マリア』のラストで警部補となり8人の部下を持つ捜査一課13係の係長となる
広田達也
警視庁公安部公安課の刑事で麻希の元恋人。
原則夫
警察庁公安部外事課所属。麻希の夫。
原健太
則夫と前妻との息子。継母である麻希とは10歳しか離れていない。ニート。
原菜月
則夫と麻希の娘。スピンオフでしあわせなミステリー収録の『18番テーブルの幽霊』の主人公である

## シリーズ一覧
| # | タイトル                                              | 文庫 （宝島社） | あらすじ |
| - | ----------------------------------------------------- | --------------- | --- |
| 1 | アゲハ 女性秘匿捜査官・原麻希                         | 2011年1月       | ある日、麻希は2人の子供を預かったという電話を受ける。犯人の指示された場所へと向かった麻希だが、そこには同じく息子を誘拐されたかつての上司の姿があった                                                                                  |
| 2 | スワン 女性秘匿捜査官・原麻希                         | 2011年9月       | 麻希のもとに、公安部から「背望会リクルーターの指紋が見つかった」という連絡が入る。捜査のため奈良県に向かった。が、そこで奈良県知事選候補者が誘拐され、身代金の運び屋には麻希が指名される                                               |
| 3 | マリア 女性秘匿捜査官・原麻希                         | 2012年7月       | 自宅謹慎中の麻希はひょんなことから知り合った10歳年下の警官に頼み込まれ、とある女性の不審死を調べることに。そのうち想像もつかなかった新事実が発覚する                                                                                   |
| 4 | エリカ 女性秘匿捜査官・原麻希                         | 2013年1月       | 「背望会リクルーター」を逮捕するという使命を受け捜査一課へ移動となった麻希の元にリクルーターの自殺体が見つかったと連絡が入る。捜査を進める麻希の元に背望会のフォロワーを名乗る「続・背望会」からアゲハの釈放を要求する脅迫メールが届く |
| 5 | ルビイ 女性秘匿捜査官・原麻希                         | 2013年7月       | 麻希は菜月が、「背望会リクルーター」の娘と交流を持っているのではないかと疑い、調査を開始する。さっそく「背望会リクルーター」の娘が通う小学校に向かった麻希は、平日にもかかわらず、校内に誰もいないことに気づく                         |
| 6 | 警視庁「女性犯罪」捜査班 警部補・原麻希               | 2014年9月       | 警視庁「女性犯罪」捜査班へ異動となった麻希は奥多摩の陶芸家宅で起きた、一家惨殺事件に挑む殺されたのは十六代目とその妻と双子の娘だった                                                                                                   |
| 7 | 警視庁「女性犯罪」捜査班 警部補・原麻希 5グラムの殺意 | 2015年8月       | 六本木の違法クラブで女子中学生が惨殺される事件が発生。警視庁「女性犯罪」捜査班の面々はさっそく現場へと向かう |
| 8 | 警視庁「女性犯罪」捜査班 警部補・原麻希 通報者        | 2016年5月       | 税理士の妻子が誘拐されたとの一報が入り、身代金取引現場の近くに偶然居合わせた原麻希が捜査に加わるが、警察が介入していることがばれて取引は中止に。その後、2人の遺体が発見される。そして同じ流域で第3の遺体も見つかり                     |
| 9 | 警視庁「女性犯罪」捜査班 警部補・原麻希 氷血          | 2017年3月       | 北海道に帰省していた原麻希一家は札幌で、氷漬けとなった女性の遺体を発見する。女性は以前、東京に住んでいた際に、警視庁「女性犯罪」捜査班にストーカー相談に訪れていた                                                                     |

## スピンオフ
| # | タイトル           | 単行本 （宝島社）                   | あらすじ |
| - | ------------------ | ----------------------------------- | --- |
| 1 | 18番テーブルの幽霊 | 2012年4月・しあわせなミステリー収録 | 健太と菜月はレストランの従業員をしている友人に相談され予約が入るものの、肝心の予約客が常に現れない「18番テーブルの幽霊の謎」に挑む事になった |

## テレビドラマ版
フジテレビ系列の「金曜プレステージ」にて特別企画として『女秘匿捜査官 原麻希』のタイトルでテレビドラマ化。主演は瀬戸朝香。原作では、麻希は鑑識課に所属だがドラマ版では捜査一課所属に、夫の則夫も原作では公安部外事課に所属、広田も公安部に所属だがドラマでは変更されている。
当初は2012年6月15日に放送予定だったが、当日にオウム真理教の高橋克也容疑者が逮捕され、同日の金曜プレステージで緊急報道特別番組を放送したため、ドラマの放送が7月13日に延期された。

### キャスト
原麻希：瀬戸朝香
警視庁捜査第一課の女性刑事。
広田達也：吹越満
警視庁捜査第一課の刑事。
原則夫：石黒賢
警察庁刑事企画課長。麻希の夫。
戸倉加奈子：財前直見
警視庁捜査第一課の女性刑事。
原健太：勝地涼
麻希の息子。ニート。
原菜月：古庄みかる
麻希の娘。
水谷智樹：松尾敏伸
警視庁捜査第一課の刑事。
妹尾浩輔：高杉亘
警視庁捜査第一課の係長。
関谷眞一：間宮祥太朗
大学生。連続殺人事件の容疑者。
安西真弓：中島亜梨沙
6年前の殺人事件の被害者
沢村徹：田中隆三
殺人事件の被害者.元審議官
安西洋平：乃木涼介
五島秀之：森山栄治
新見聡史：北条隆博
桜井拓弥：木村啓介
野乃花里美：百山月花
桑野学：郭智博
竹内晶子、宇納佑、犬飼若博、山田ジルソン、桜庭亮平、森本のぶ、近藤麻智子　ほか

### 放映リスト
| 話数  | 放送日        | サブタイトル                        | 原作     | 脚本       | 監督     |
| ----- | ------------- | ----------------------------------- | -------- | ---------- | -------- |
| 第1作 | 2012年7月13日 | 特別企画 女秘匿捜査官 原麻希 アゲハ | 吉川英梨 | 松本美弥子 | 葉山裕記 |

### スタッフ
- 脚本：松本美弥子
- 演出：葉山裕記
- 警察監修：北芝健
- プロデュース：志村彰、高石明彦
- 制作：フジテレビ
- 製作著作：The icon